# Джексон, Кейт (певица)
Кейт Джексон (англ. Kate Jackson; род. 16 сентября 1979) — британская певица, бывшая вокалистка группы The Long Blondes. В настоящее время выступает с коллективом Kate Jackson Group вместе с Ричардом Уильямсоном, Рубеном Кемпом, Тревором Харви и Люком Томпсоном.

## Биография
Джексон посещала школу Кулфорд и принимала активное участие в школьных театральных спектаклях. В конце 1990 года она перешла в другую школу, чтобы углублённо изучать английский язык, а также историю. Вскоре после окончания учёбы Джексон начала писать песни и выступать вместе с другими девушками, образовав группу «The Long Blondes». Также Джексон изучала изобразительное искусство, одновременно подрабатывая в бутике винтажной одежды в Шеффилде. Увлечение певицы винтажными нарядами повлияло на выбор стиля сценической одежды группы The Long Blondes.
В 2006 году Джексон заняла седьмое место в NME's Cool List, что она прокомментировала как: «Им, вероятно, казалось, что у них в списке недостаточно девушек. Он был так переполнен этими скучными парнями, им нужен был кто-то, кто добавил бы туда нотку шика».
В интервью к The Observer Джексон, как представитель Шеффилда, сообщила о готовящемся проекте, инициированном журналом Go и получившем название «Cooling the Towers», цель которого состояла в установке подсветки на бывшие охладительные башни, вместо того, чтобы просто снести их. Это должно было продемонстрировать основные принципы Шеффилда как очень творческого места. Предполагалось, что башни будут подсвечиваться по ходу движения машин на автостраде М1 — одна красным цветом, другая белым. Петиция с этим предложением была подана местному городскому совету, однако не получила отклика. В 2008 году башни были снесены.

## Сольная карьера
После распада в октябре 2008 года The Long Blondes Джексон начала работать над своим сольным альбомом вместе с бывшим участником Suede — гитаристом Бернардом Батлером. Ими были записаны такие песни как, «Velvet Sofa From No.26», «16 Years» и «Dancing In My Bedroom». В марте 2010 года она на своей странице в Myspace выложила песню «Homeward Bound».
В марте 2009 года Джексон была приглашённым музыкантом на альбоме шотландской группы 1990s — Kicks.
В 2011 году она сформировала группу The eponymous Kate Jackson Group и дала ряд концертов в нескольких городах, в том числе и в родном Шеффилде.
В конце 2011 года Кейт записала синглы The Atlantic/ Wonder Feeling, которые сначала были выпущены ограниченным тиражом, а затем стали доступны для скачивания на сайте iTunes в январе 2012 года.
По состоянию на сентябрь 2015 года Джексон также выступает в составах групп The Wrong Moves и The Wilsons.
В 2016 году её дебютный сольный альбом British Road Movies, записанный при участии Батлера получил положительные отзывы и получил рейтинг в 76 % на сайте Metacritc.

## Карьера в изобразительном искусстве
В сентябре 2015 года в интервью журналу NME певица заявила о том, что начала свою карьеру в качестве художника, пояснив это тем, что изобразительное искусство её интересовало ещё задолго до формирования The Long Blondes
.